# Эрфуртская встреча на высшем уровне
Э́рфуртская встреча на высшем уровне (нем. Erfurter Gipfeltreffen) — первые переговоры на уровне глав правительств ГДР и ФРГ, состоявшиеся 19 марта 1970 года. Встреча в Эрфурте положила начало сближению ГДР и ФРГ в рамках новой восточной политики, не имела конкретных результатов, но получила большое символическое значение.
С конца 1940-х годов, когда по окончании Второй мировой войны были основаны ГДР и ФРГ, между двумя германскими государствами отсутствовали дипломатические отношения. В соответствии с доктриной Хальштейна Западная Германия претендовала на единоличное представительство всей Германии на международном уровне. Поэтому «германо-германские» отношения на встрече федерального канцлера Вилли Брандта и председателя правительства ГДР Вилли Штофа планировалось развивать в экономической и социальной сфере.
Эрфуртская встреча в верхах, проходившая в стенах отеля Erfurter Hof, привлекла внимание всего мира. На переговорах было аккредитовано около пятисот журналистов из 42 стран. 19 марта 1970 года Вилли Брандт появился в окне отеля в ответ на призыв тысяч граждан ГДР, собравшихся под окнами гостиницы и хором скандировавших: «Вилли Брандта к окну!». Позднее в мемуарах Вилли Брандт назвал «День Эрфурта» самым эмоциональным днём своей жизни.